# Matz Borgström

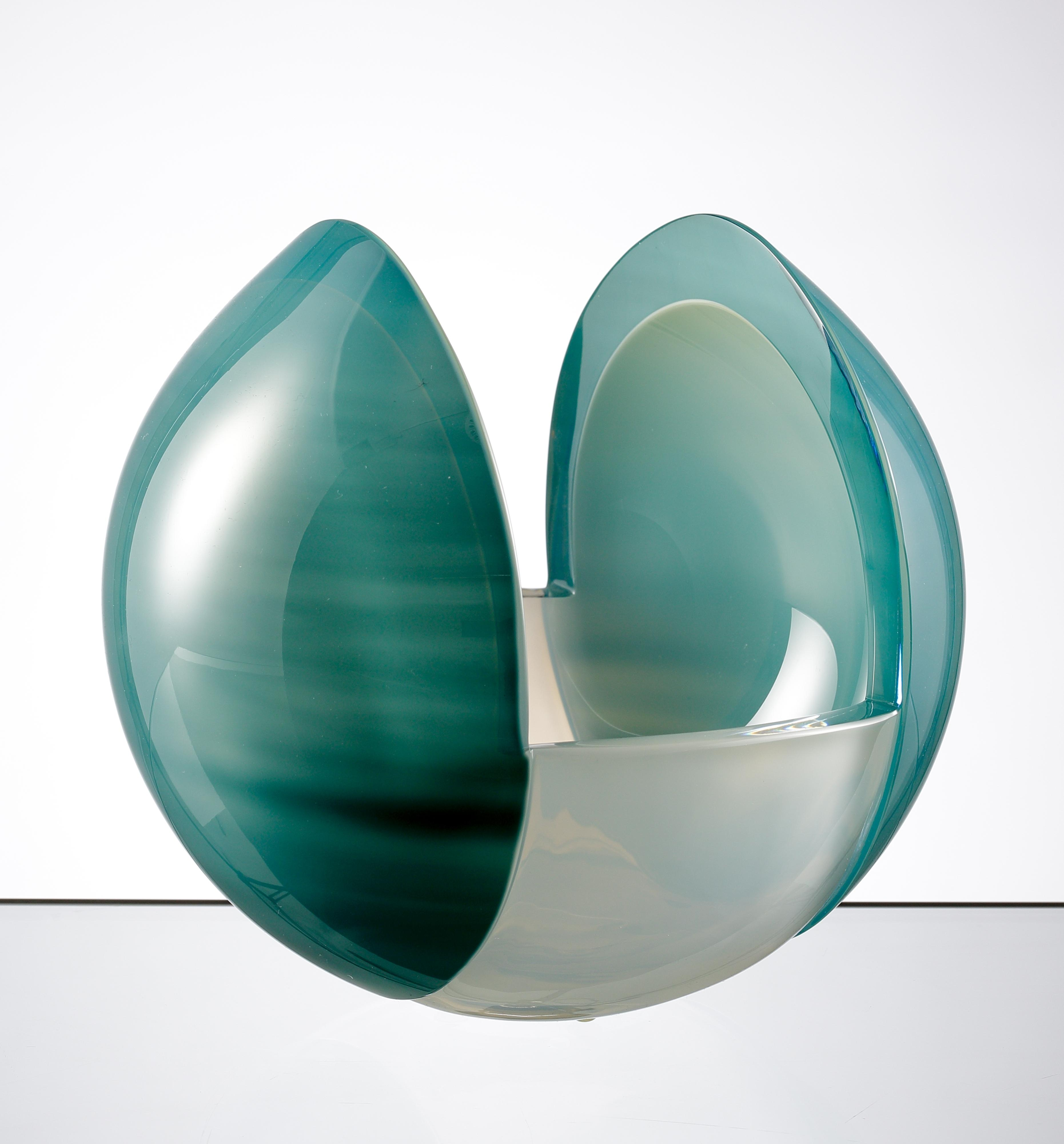
Skål i tre delar av Matz Borgström för Orrefors glasbruk 1989

Matz Borgström, född 1954, är en svensk glaskonstnär, industridesigner och musiker.
Matz Borgström arbetade 1984–1990 vid Orrefors glasbruk där han blev känd för skålen Capra. Han gjorde även en servis i slutet av 1980-talet. Åren 1991–1992 var han konstnärlig ledare vid Lindshammars glasbruk och samarbetade från 1992 med Transjö Hytta. Han har även haft uppdrag för Ikea, ritat träföremål för BodaNova och mattor för Galleri Asplund.